# Soproni Egyetem
A Soproni Egyetem (röviden: SoE) soproni székhellyel működő alapítványi fenntartású közhasznú magán felsőoktatási intézmény, mely az 1962–1996 között létezett Erdészeti és Faipari Egyetem alapjain jött létre. Az Egyetem campusa egy botanikus kert közepén, csodálatos környezetben található.  
Az intézmény Magyarország első karbonpozitív egyetemeként elkötelezett a fenntartható, környezetbarát működés mellett, mely szemlélet a kutatásokban és az oktatott tantárgyakban is nagy hangsúlyt kap, valamint átszövi a mindennapi működést is. Az erdészeti és faipari képzési-kutatási tevékenysége európai hírű, országosan unikális jellegű. Magyarország „Zöld Egyeteme” a fenti szemléletből fakadóan maximálisan elkötelezett minden olyan kezdeményezés iránt, amely a gazdasági, társadalmi vagy természeti fenntarthatóságot szolgálja. Ezt az attitűdöt üzeni az Egyetem egyént és természetet középpontba állító „Természetesen Veled!” jelmondata is.
A Soproni Egyetem 2022-ben első hazai felsőoktatásként elnyerte az ENSZ által támogatott Nemzetközi Zöld Talár díjat, de a legzöldebb egyetemek világranglistáján, a Green Metric World University Rankings-on is előkelő helyen szerepel.

## Története
- 1735-ben III. Károly Bányatisztképző Iskolaként alapította meg az intézmény jogelődjét Selmecbányán.
- 1762-ben Mária Terézia megteremtette az akadémiai képzés alapjait, három tanszék létrehozása után 1770-ben akadémiai rangra emelte az intézményt (Selmeci Akadémia).
- 1807-ben a bécsi udvari Pénzverészeti és Bányászati Kamara döntött az Erdészeti Tanintézet létrehozásáról, mely 1808-ban Wilckens Henrik Dávid vezetésével kezdte meg működését, a tényleges oktatás 1809-ben indult meg.
- Az 1846-os oktatási reform után az iskola a Bányászati és Erdészeti Akadémia nevet kapta meg.
- 1918-ban, miután Selmecbányát cseh csapatok szállták meg, az Akadémia a csonka ország belseje felé, először Budapestre, majd 1919-ben Sopronba települt át, az akkori rektor, Richter Réz Géza vezetésével.
- 1921-ben a főiskola ifjúsága tevékeny részt vállalt az I. és II. Ágfalvi csatában, amikor a trianoni békeszerződés értelmében Sopront és környékét megszállni akaró osztrák csendőröket kiverték a város környékéről. Ennek következtében teremtődtek meg a soproni népszavazás feltételei, melynek eredményeként Sopron és környéke magyar maradhatott.
- A Bányamérnöki és Kohómérnöki Karokat 1949-ben átköltöztetik Miskolcra, ahol a Nehézipari Műszaki Egyetem karai lettek, Gépészmérnöki Karral kiegészülve; ma Miskolci Egyetem néven működik tovább. A Bányamérnöki Kart Műszaki Földtudományi Karnak, a Kohómérnöki Kart Anyag- és Vegyészmérnöki Karnak hívják ma.
- Az 1956-os forradalom bukása után az egyetemi oktatók és hallgatók nagy része emigrált, kik közül a többség a kanadai Vancouverben, a University of British Columbia szervezetén belül alapított Sopron Division keretében, magyar nyelven folytatta tanulmányait és szerzett erdőmérnöki oklevelet.
- 1962-ben létrejött az Erdészeti és Faipari Egyetem.
- 1996-tól az új neve Soproni Egyetem. A magyar felsőoktatás racionalizálására irányuló politika, az egyetem tudatos fejlesztése, s a városban és a régióban folytatott együttműködés vezetett a térség universitásának, a Sopron székhellyel működő Nyugat-magyarországi Egyetemnek a létrejöttéhez.
- 2000. január 1-jétől soproni központtal, 7 karon kezdte el működését a Nyugat-magyarországi Egyetem.
- 2008. január elsején a volt szombathelyi Berzsenyi Dániel Főiskola 3 karának csatlakozásával újjáalakult a Nyugat-magyarországi Egyetem.
- 2014. július 1-től az az Egyetem székesfehérvári szervezeti egységei az ÓE-hez csatlakoztak
- 2015-től elindul a duális/hagyományos gépészmérnökképzés a Természettudományi és Műszaki Karon belül.
- 2016. január 1-től az Egyetem győri és mosonmagyaróvári szervezeti egységei a győri SZE-hez csatlakoztak.
- 2016-tól elindult a duális mechatronikus mérnökképzés Sopronban.
- 2017. február 1-től az Országgyűlés döntése alapján az Egyetem neve ismét Soproni Egyetem lett. Az Egyetem szombathelyi telephelyén lévő szervezeti egységek az Eötvös Loránd Tudományegyetemhez csatlakoztak.
- 2020. augusztus 1. napjától  a Soproni Egyetem a Soproni Egyetemért Alapítvány fenntartásában működik tovább, és megmaradtak az állami finanszírozású képzések is.
- 2021. január 1-én csatlakozik az alapítványhoz az Erdészeti Tudományos Intézet és a TAEG Tanulmányi Erdőgazdaság Zrt.
- 2021. június 25-én az Egyetemet a 2021-es év ország legjobb egyetemi campusának választották
- 2021. július 1.-én az Egyetem teljes arculatváltáson esett át.
- 2021. július 1.-től a Soproni Egyetem Simonyi Károly Műszaki, Faanyagtudományi és Művészeti Kara, Faipari Műszaki és Kreatívipari Kar néven működik tovább.[2]

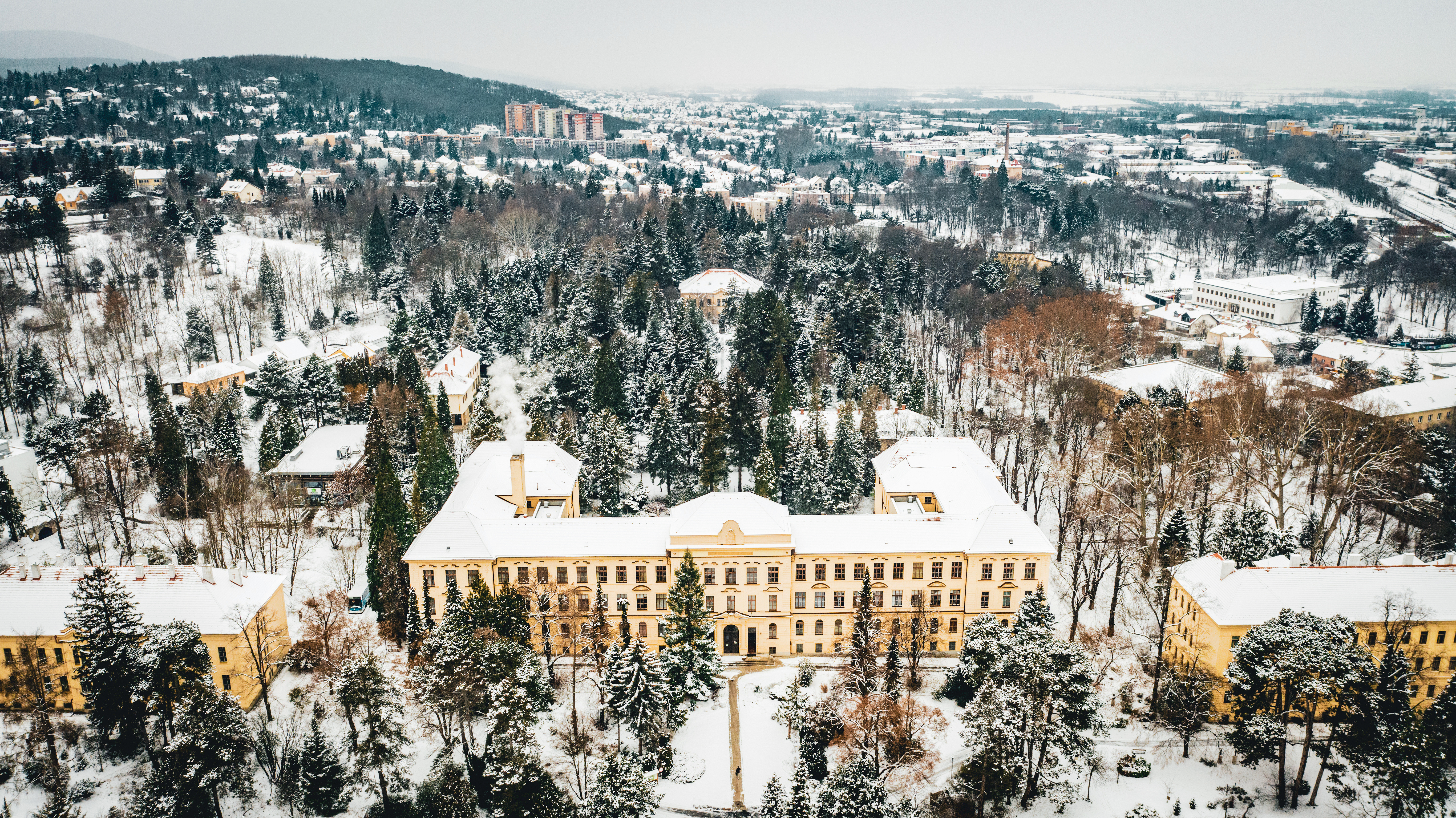
A Soproni Egyetem madártávlatból

## Selmeci diákhagyományok
1918–1919 fordulóján a Soproni Egyetem jogelődje, a Magyar Királyi Bánya- és Erdőmérnöki Főiskola elhagyni kényszerült Selmecbánya városát. A Főiskola menekült hallgatóit, áttelepült oktatóit Sopron városa fogadta be. A soproni intézmény a selmeci múlt hagyományait, értékeit a változások közepette is megőrizte. Új szakokkal és karokkal kiegészülve ad otthon a hallgatók újabb és újabb generációinak. Az országosan már száz évvel ezelőtt is unikális képzéseket nyújtó, 1735-ig visszanyúló gyökerekkel bíró Magyar Királyi Bánya- és Erdőmérnöki Főiskola új székhelyén fejlődött tovább, majd szakadt több ágra, amelyek továbbra is őrzik a selmeci szellemet Sopronban, Miskolcon, Székesfehérváron és Dunaújvárosban. Ez a kötelék erős alapokon nyugszik, hiszen a város 1919-ben befogadta a selmeci diákokat, ezzel biztosítva számukra az újrakezdés lehetőségét. Néhány év múlva pedig a nyugat-magyarországi eseményekben és a soproni népszavazásban aktívan részt vevő selmeci diákok megmentették Sopront a magyar hazának. A Főiskola Sopronba költözése után a város megismerte a több évszázados selmeci diákhagyományokat, amit a hallgatók szent lángként adnak tovább azóta is nemzedékről nemzedékre. Megemlékeznek azokról a jeles személyiségekről is, akiknek nagy szerepük volt abban, hogy az intézmény végül Sopronban talált otthonra. A selmeci táj szépsége, a városka bája, valamint a pezsgő főiskolás élet számos művészeti alkotás ihletője volt. 2014-ben a Selmeci diákhagyományok felkerült az UNESCO szellemi kulturális örökség magyar listájára.

## Oktatási egységek

### Benedek Elek Pedagógiai Kar (BPK)
Benedek Elek Pedagógiai Karon BA szintű óvodapedagógus, német nemzetiségi szakirányú óvodapedagógus, Csecsemő- és kisgyermeknevelő és szociálpedagógus alapképzés folyik nappali és levelező tagozaton. Az alapképzéseken kívül akkreditált pedagógus továbbképzési programokat és pedagógus szakvizsgára előkészítő programokat kínál. Az intézmény három különálló épületben működik. A Ferenczy János utca 5. szám alatti – a múlt század elején épült – főépületben előadó és szemináriumi termek, tornaterem, könyvtár, irodák találhatók. A Lewinszky Anna Gyakorló Aranykapu Tagóvoda a kar parkjában, míg a másik gyakorló intézmény  a Lewinszky Anna Gyakorló Óvoda a kar épületétől nem messze, a Zsilip utca 1. szám alatt működik. Az óvodapedagógus képzés fő irányvonala, hogy olyan értelmiségi szakembereket képezzen, akik megalapozott általános és szakmai műveltséggel rendelkeznek. Képesek az óvodáskorú gyermekek fejlesztésére, a családdal és a társadalmi környezettel együtt az egyetemes és nemzeti értékeket közvetíteni. Olyan pedagógusok képzése, akik gazdag érzelmi beállítódással a nevelésben az ön- és emberismeretet, gyermekközpontúságot tartják szem előtt. 2017-ben pedig a Tatai Rend-ház Kft. társult a karral és bekapcsolódott a magyar felsőoktatásba, így a Csecsemő- és Kisgyermeknevelő BA képzést már Tatán is tanulhatják a hallgatók. A karon a Művészeti és Sporttudományi Intézet, a Neveléstudományi és Pszichológiai Intézet, a Társadalom-, Szociális és Kommunikációtudományok Intézete működik, továbbá a karhoz tartozik a Tanárképző Központ és a Humántudományi Kutatóközpont.
Képzések
- csecsemő- és kisgyermeknevelő
- gyógypedagógia
- óvodapedagógus

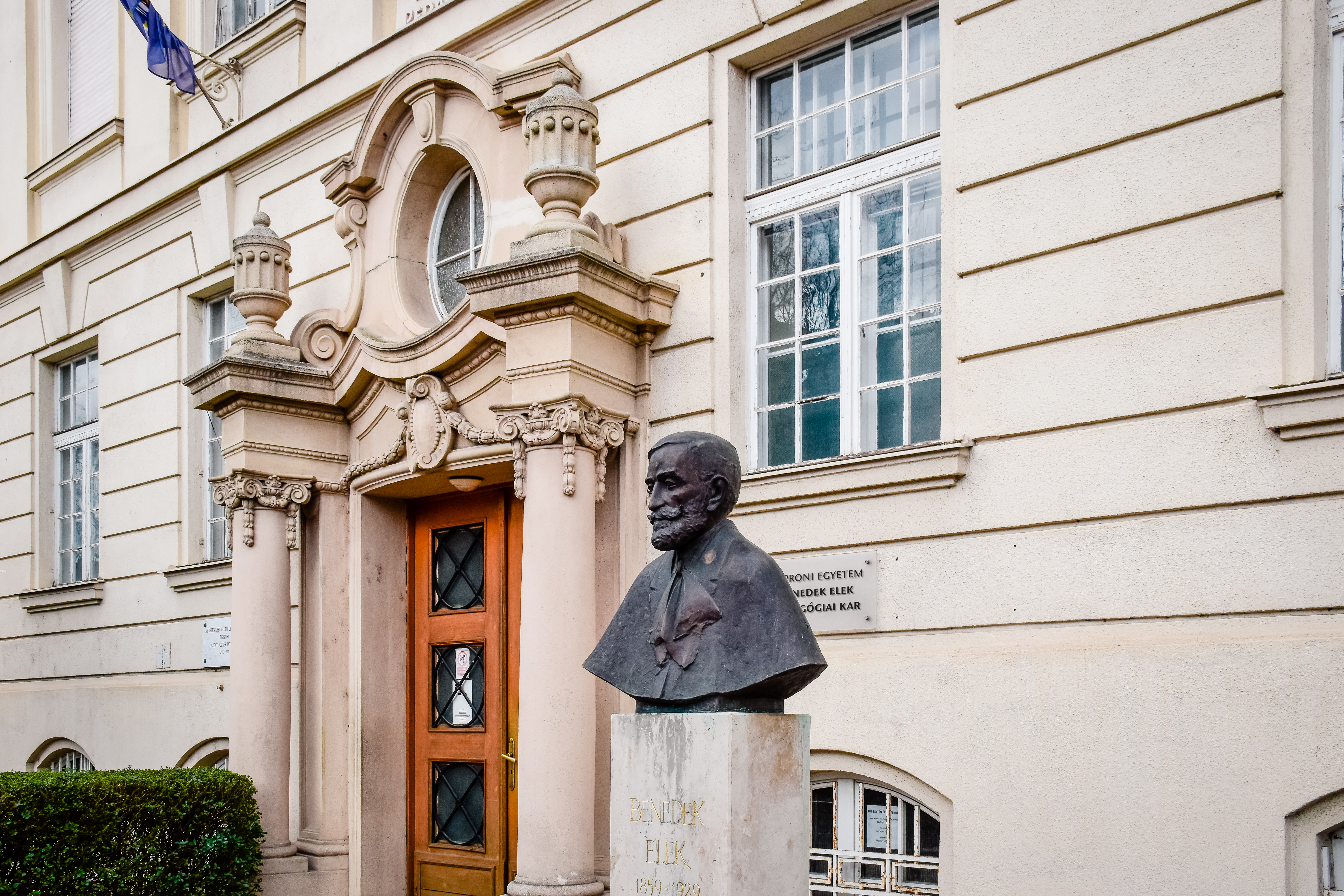
Benedek Elek Pedagógiai Kar bejárata

- óvodapedagógus – német nemzetiségi szakirány
- szociálpedagógia
- társadalmi tanulmányok
- kommunikáció és médiatudomány

#### Mesterképzés (MA, MSc)
- Agrármérnöktanár
- Mérnöktanár
- Közgazdásztanár
- Emberi erőforrás tanácsadó
- Neveléstudomány

### Erdőmérnöki Kar (EMK)
Történelme során az Erdőmérnöki Kar működésében tudatosan és eredményesen ötvözte a hagyományőrzést a kor igényeihez és elvárásaihoz való folyamatos alkalmazkodással és ezen az alapon munkálkodva nemzetközi ismertséget és elismerést vívott ki magának. Rendelkezik a nemzetközi színvonalú kutatásokhoz szükséges teljesítőképességgel, emberi és tárgyi alapfeltételekkel. Széleskörű hazai és nemzetközi kutatási együttműködést folytat, maximálisan figyelembe véve a szakma, a gazdálkodó cégek a gyakorlat megoldandó problémáit, igényeit. A Kar vallja és tevékenysége során következetesen alkalmazza azt az elvet, hogy a minőségi oktatás feltétele a magas szintű kutatás, amelyben fontos helye és szerepe van a hallgatóknak és a PhD hallgatóknak is. A Kar rugalmasan alkalmazkodik a mindenkori jelen változásaihoz, minden művelt tudomány- és szakterületen gyakorlatközpontú képzést és piacképes, alkalmazható tudást nyújt hallgatóinak. A karon történt struktúraváltozást követően intézeti összevonásokra került sor, amely következtében jelenleg az alábbi intézetek folytatnak tevékenységet: Erdő-és Természeti Erőforrás Gazdálkodási Intézet, Geomatikai és Kultúrmérnöki Intézet, Környezet- és Természetvédelmi Intézet, Vadgazdálkodási és Vadbiológiai Intézet.
Képzések
- környezetmérnök BSc és MSc
- földmérő és földrendező mérnök BSc
- természetvédelmi mérnök BSc és MSc
- vadgazda mérnök BSc és MSc
- erdőmérnök MSc (osztatlan képzés)

### Faipari Mérnöki és Kreatívipari Kar (FKK)
A Faipari Mérnöki és Kreatívipari Kar különleges helyet foglal el Magyarország felsőoktatásában: országosan egyedülálló faipari felsőoktatás, és az ahhoz kapcsolódó egyéb műszaki képzések mellett fontos szerepe van a ’90-es években indult művészeti képzésnek, és a még újabb informatikai képzésnek is. E három terület – műszaki tudományok, informatika, művészet – nem csupán békésen megfér egymás mellett, hanem kiegészíti egymást, így minden területen széles látókörű, komplex felkészültségű, kompetens szakembereket képez. A kar tevékenységei között továbbra is a faiparé a meghatározó szerep. Több mint 50 éves oktatási és kutatási tapasztalat a garancia arra, hogy faipari mérnökhallgatók a lehető legmagasabb szintű képzést kapják. Az évek során az oktatás folyamatosan igazodott és igazodik az ipar változásaihoz, az újabb kihívásokhoz, mindenkor naprakész tudást biztosítva hallgatóinak. A faipar mellett természetesen a többi szakon is magas színvonalon képezik a hallgatókat. Az oktatás mellett a kar jelenleg Magyarország egyetlen faipari kutatóhelye. A faipari kutatások mellett egyre nagyobb szerep jut a könnyűipari, informatikai és művészeti területen végzett munkának, melyek számos esetben össze is kapcsolódnak a faipari tevékenységgel. Úttörő jellegű kutatási és innovációs tevékenység mellett akkreditált laboratóriumok vizsgálati szolgáltatásokat is nyújtanak. A kar jelenlegi intézetei Alaptudományi Intézet, Alkalmazott Tudományi Intézet, Kreatívipari Intézet, Cziráki József Faanyagtudomány és Technológiák Doktori Iskola, továbbá működik még a Faipari Termékfejlesztő és Szolgáltató Központ is.
Alapképzések (BA, BSc)
- Faipari mérnöki BSc
- Faipari mérnöki BSc (duális)

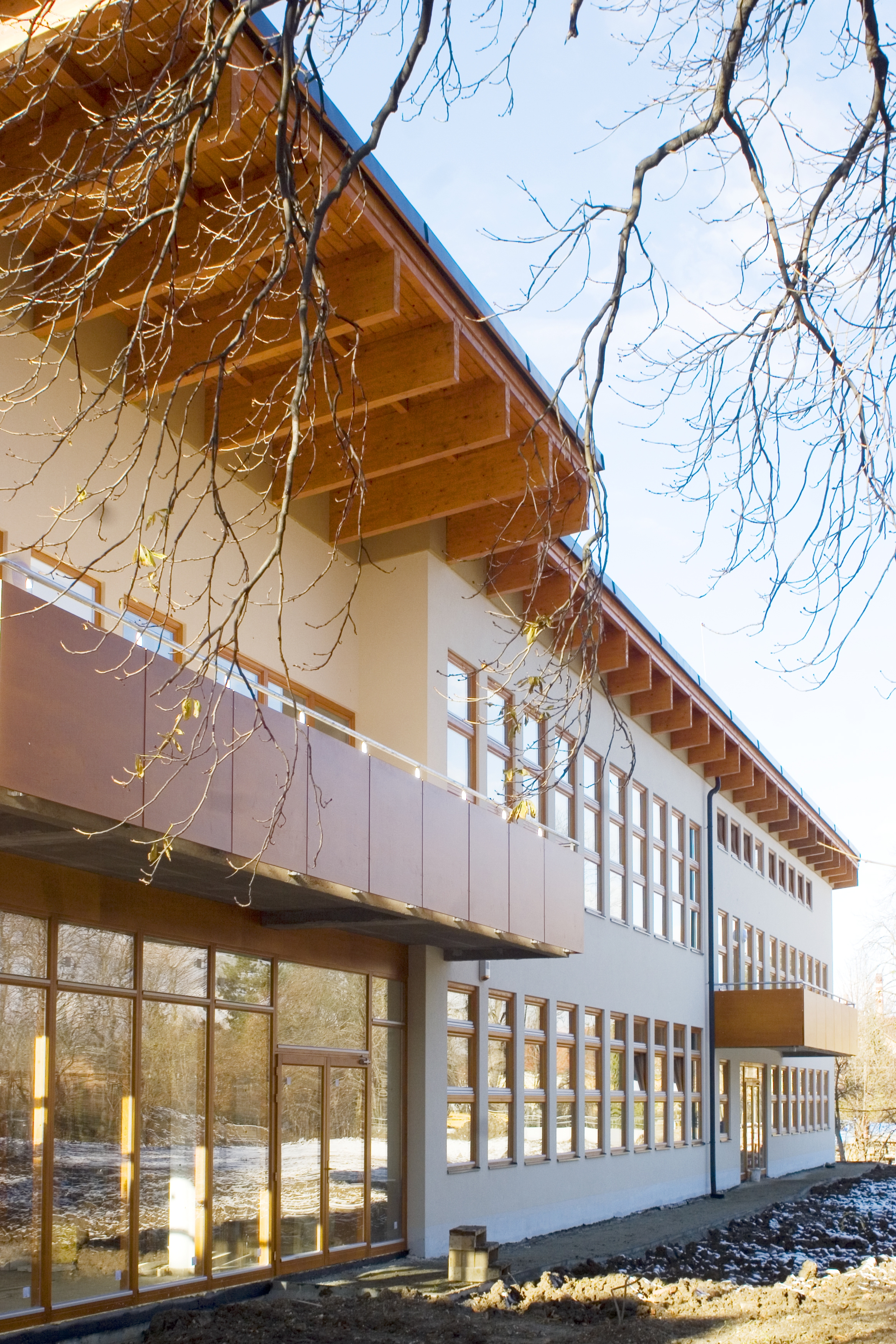
Faipari Mérnöki és Kreatívipari Kar Alkalmazott Művészeti Intézetének épülete

- Faipari mérnöki BSc (angol nyelvű képzés)
- Gazdaságinformatikus BSc
- Ipari termék- és formatervező mérnöki BSc
- Mechatronikai mérnöki BSc
- Mechatronikai mérnöki BSc (duális)
- Műszaki menedzser BSc
- Építőművészet BA
- Formatervezés BA
- Tervezőgrafika BA

Felsőfokú szakképzések
- Műszaki
- Gazdaságinformatika

#### Mesterképzések (MA, MSc)
- Faipari mérnöki MSc
- Faipari mérnöki MSc (angol nyelvű képzés)
- Ipari terméktervező mérnöki MSc
- Könnyűipari mérnöki MSc
- Gazdaságinformatikus MSc
- Műszaki menedzser MSc
- Építész MSc
- Építőművész MA
- Formatervező művész MA
- Tervezőgrafika MA
- Design- és művészetmenedzsment MA

### Lámfalussy Sándor Közgazdaságtudományi Kar (LKK)
Az intézmény a Soproni Egyetem legfiatalabb kara. Ennek megfelelően fiatalos dinamizmussal és lelkesedéssel elemzik a szűkebb és tágabb környezet gazdasági eseményeit. A Soproni Egyetem stratégiájával párhuzamos, fenntartható, környezettudatos szemlélet és gondolkodás az innovativitás, valamint a proaktív működés és oktatás garanciája. A Campus központi helyen, Sopron történelmi belvárosától, a pályaudvartól és a kollégiumoktól is csak néhány perc sétára található, Sopron egyik legszebb épületében, a Pénzügyi Palotában. A kar a Soproni Felsőoktatásért Alapítvánnyal együttműködésben országosan is egyedülálló ösztöndíjprogramot gondoz. E mellett sokrétű együttműködést valósít meg a térség meghatározó vállalataival, hogy a hallgatók diplomája versenyképes és tudása kellően naprakész legyen. Nagy sikerrel, ismétlődően térnek vissza a kar – regionális és országos szinten ismert – tudományos rendezvényei, mint például a Soproni Pénzügyi Napok, vagy a középiskolásoknak rendezett Egyetemfoglaló vetélkedő. 12 külföldi partner egyetemmel együtt az Amber Road szövetség tagjai, mely lehetőségeket biztosít számukra a tudományos együttműködések és a szakembercsere területén. Külföldre szóló (Erasmus+,CEEPUS, Campus Mundi stb.) ösztöndíjak segítségével pedig lehetőség nyílik több mint 30 ország közül kiválasztott külföldi képzésekben való részvételre is. A Nemzetköziesítési programnak köszönhetően akár helyben is kialakíthatóvá válik szakmai és baráti kapcsolatok kialakítása a legkülönbözőbb országból érkezett diákokkal. A Double Degree program keretében pedig a képzési idő alatt partneregyetemeink diplomája is megszerezhetővé válik. A képzések lefedik szinte a teljes gazdaságtudományi palettát. A Budapesti Képzési Központ a Villányi úti Konferenciaközpont és Szabadegyetem Alapítvány épületének második emeletén található. A karon jelenleg az alábbi intézetek működnek: Közgazdasági és Nemzetközi Kapcsolatok Intézet, Ökológiai Gazdaságtan Intézet, és a Üzleti Tanulmányok Intézet.
Képzések
- Gazdálkodási és menedzsment alapszak (duális képzésben is)
- Gazdálkodási és menedzsment alapszak német nyelven
- Kereskedelem és marketing alapszak
- Nemzetközi gazdálkodás alapszak angol nyelven
- Pénzügy és számvitel alapszak (duális képzésben is)
- Turizmus-vendéglátás alapszak (duális képzésben is)
- Turizmus–vendéglátás alapszak angol nyelven

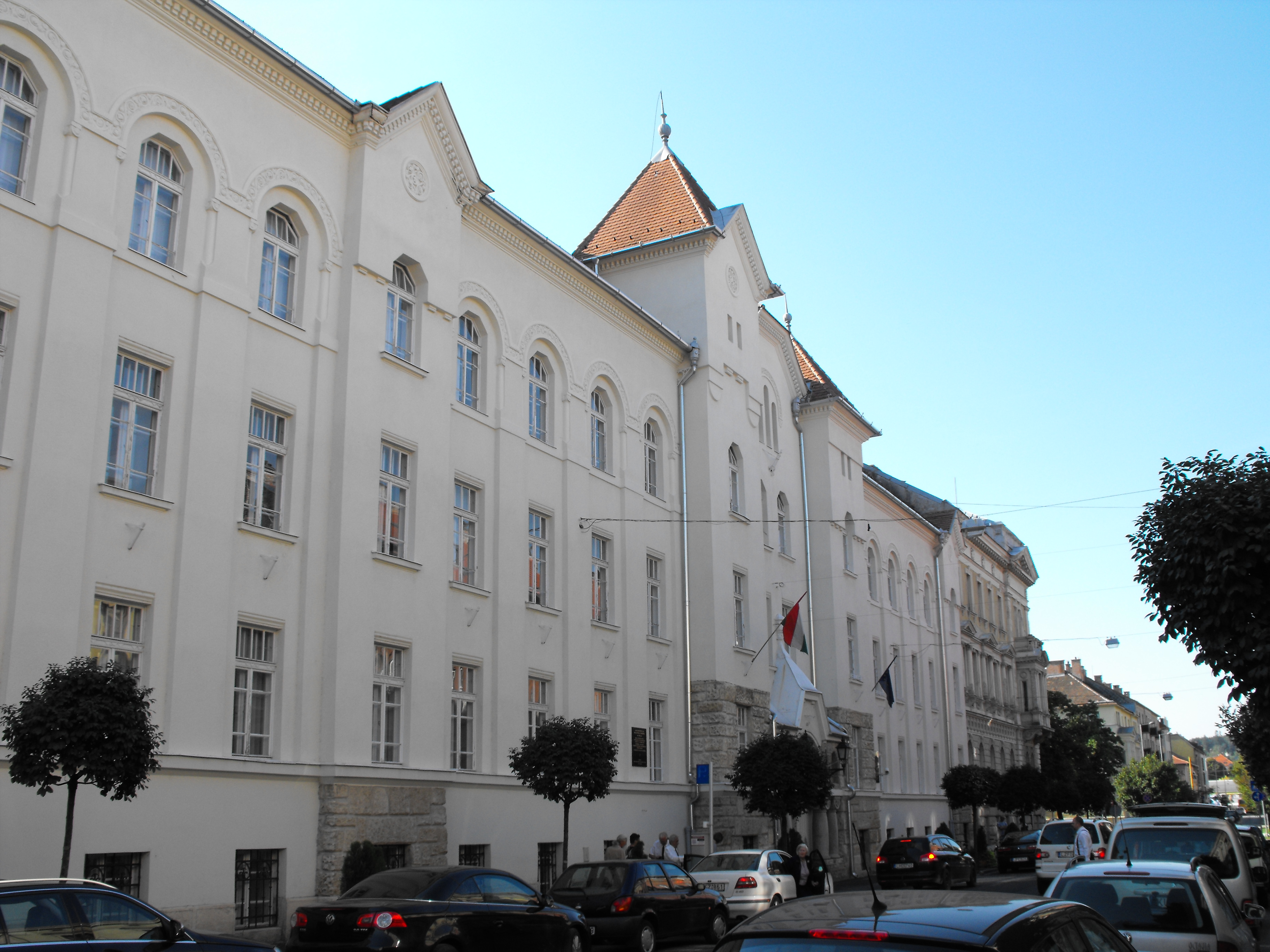
Lámfalussy Sándor Közgazdaságtudományi Kar épülete

- Duális képzések

Felsőfokú szakképzés
- gazdálkodási menedzsment
- kereskedelem és marketing
- pénzügy és számvitel
- turizmus-vendéglátás

#### Mesterképzés (MA,MSc)
- Nemzetközi gazdaság és gazdálkodás mesterszak
- Pénzügy mesterszak
- Számvitel mesterszak
- Turizmus-menedzsment mesterszak
- Vállalkozásfejlesztés mesterszak
- Vezetés és szervezés mesterszak
- Közgazdásztanár (kereskedelem-marketing)

## Doktori Iskolák
- Cziráki József Faanyagtudomány és Technológiák Doktori Iskola
- Széchenyi István Gazdálkodás- és szervezéstudományok Doktori Iskola
- Roth Gyula Erdészeti és Vadgazdálkodási Tudományok Doktori Iskolája

## Gyakorló intézmények
- Lewinszky Anna Gyakorló Óvoda
- Lewinszky Anna Gyakorló Aranykapu Tagóvoda

## Kutatóintézetek

### Humán és Természeti Erőforrások Kutató Központ

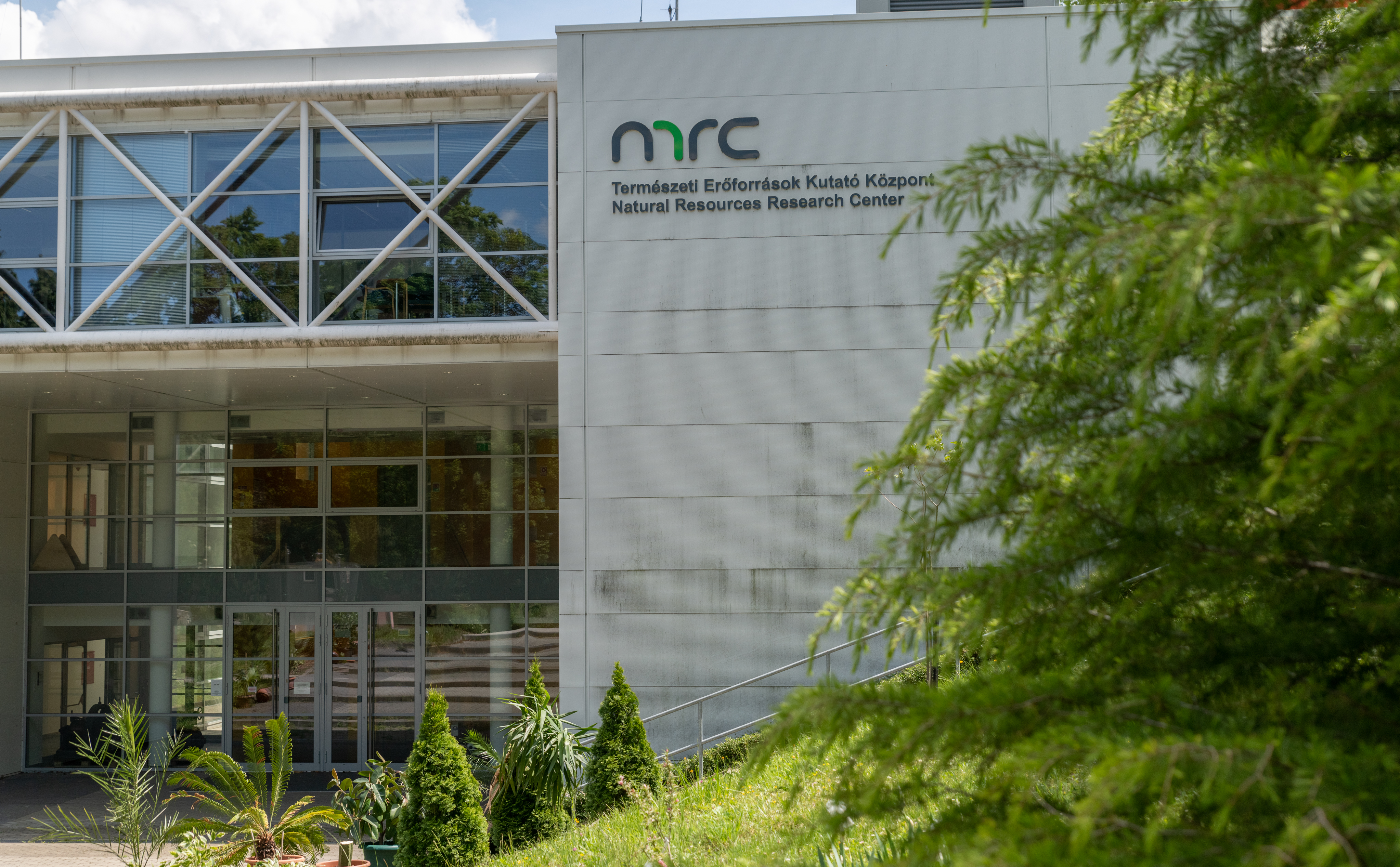
Természeti Erőforrások Kutató Központ

A Soproni Egyetem kutatás-fejlesztés-innováció-oktatás komplex tevékenységének fontos színtere a Humán és Természeti Erőforrások Kutató Központ. Professzionális szolgáltatásaival, szakmai tanácsadói, szakértői szerepével és a közös kutatások megvalósulásával az ipar és a felsőoktatás szoros kapcsolatának hídszerepét tölti be. Az egyetem képzési-kutatási profiljához illeszkedően, szakmai tevékenységi köre kiterjed. Az egyetemi épület mintegy 80 laboratóriumi helyisége és a Faipari Tanüzem a legmodernebb műszerekkel, eszközökkel felszereltek. A specializált és az inter- és transzdiszciplináris kutatások szakmai hozzáértését az intézetek és kutatócsoportok magasan képzett, nemzetközi tapasztalatokkal rendelkező minősített oktatói és kutatói garantálják, teret adva a doktoranduszok és tudományos diákköri hallgatók részére is. A tudás közvetítésével, a gyakorlatban alkalmazható kutatási eredményekkel az egyetem régiós gazdasági és társadalmi szerepvállalását segítik elő. Főbb kompetenciaterületek: bioinformatika/funkcionális genomika, nanotechnológia, nanokristályos cellulóz, biopolimer kompozitok; agroerdészet, környezetvédelem, klímaváltozás; innovatív anyagok és technológiák, alternatív energetika/energiahatékonyság; faipar digitális átalakulása; kreatív ipar, faépítészet; turizmus-ipar; kisgyermeknevelés, környezetpedagógia, kreativitás-fejlesztés, tehetséggondozás.

## Közgyűjtemények, kulturális szervezetek

### Központi Könyvtár és Levéltár
A Központi Könyvtárral közös szervezeti egységben, de szakmailag önállóan működő egyetemi Levéltár gyűjti és kezeli a Soproni Egyetem és jogelődei történeti értékű iratanyagát 1862-től napjainkig. Az 1984-ben  alapított szaklevéltár iratállománya jelenleg  593,73 ifm (73 lond). Szolgáltatásai közé tartozik a kutató-  és ügyfélszolgálat, a történeti kutatások támogatása és az adatszolgáltatás. A tájékozódást segédletek, adatbázisok, digitalizált források segítik. A Soproni Egyetem  Központi  Könyvtára nyilvános felsőoktatási szakkönyvtár. A Központi  Könyvtár és tagkönyvtárai hagyományos és elektronikus szolgáltatásaikkal biztosítják az  egyetemi oktatás, tanulás, kutatás könyvtári hátterét, információval történő ellátását, az élethosszig tartó tanulásra való felkészítést, a szabadidő hasznos eltöltését. Az egyetemi könyvtári hálózat egyedülálló gyűjteményével beépül az Országos Dokumentum-ellátási Rendszerbe, a hazai és a nemzetközi szakmai információszolgáltatásba. Az állomány nagysága meghaladja a 300.000 könyvtári egységet. Fő gyűjtőkör: erdészet, faipar, geodézia, vadgazdálkodás, közgazdaságtudomány, pedagógia, művészetek és a kapcsolódó tudományágak, határterületek irodalma.

### Ligneum látogatóközpont

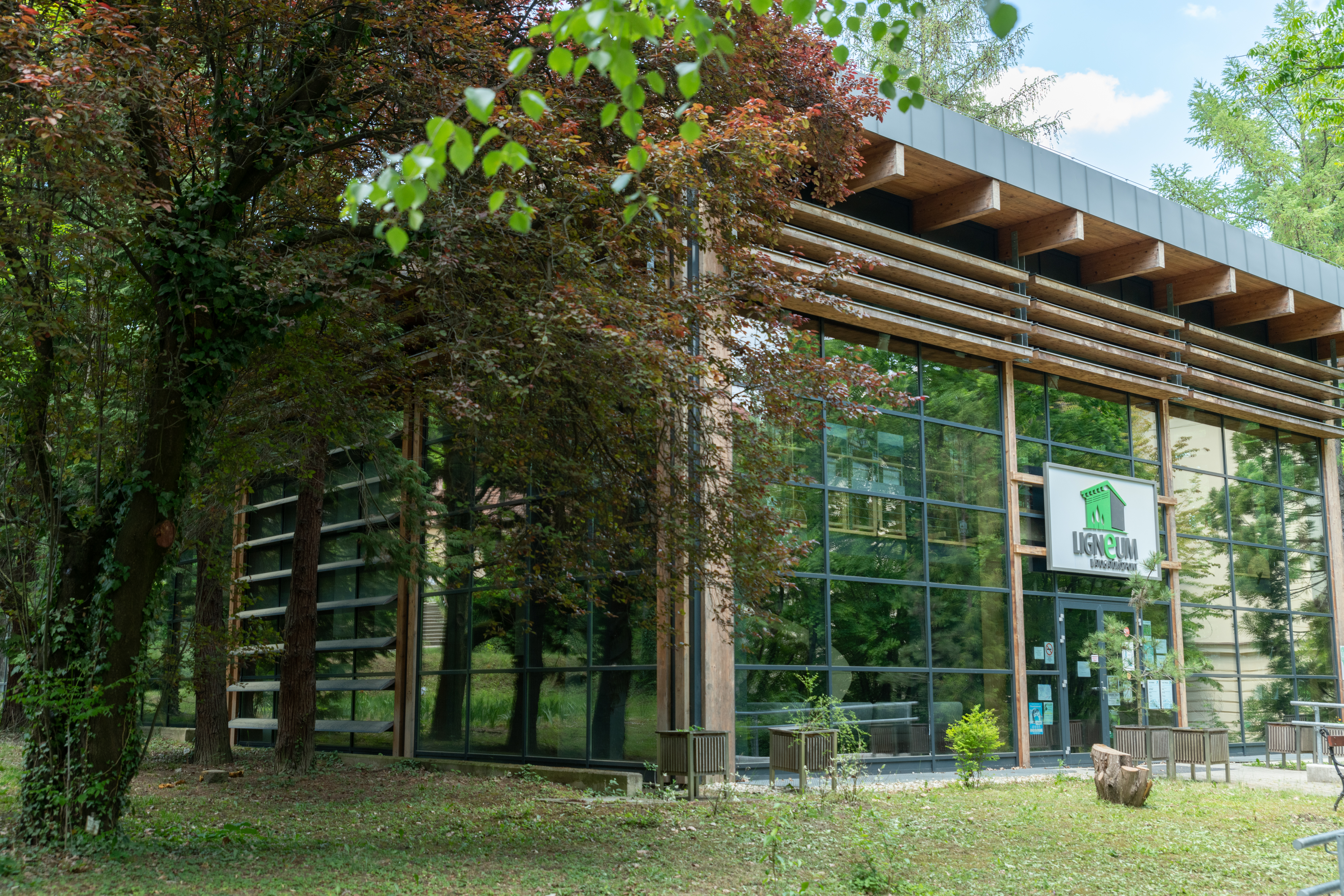
Ligneum látogatóközpont

A Botanikus Kert által övezett háromszintes élményközpont korszerű, kreatív, interaktív kiállítóterei, tudományt népszerűsítő és kulturális programjai minden korosztály számára kínálnak felfedeznivalót. Az impozáns épület külső megjelenésében, igényes belsőépítészeti és arculatkialakítási megoldásaival példaértékű tervezői és kivitelezői munka. Az ökoturisztikai, családbarát objektum ismeretanyagát az egyetem szellemi műhelyei folyamatosan megújítják, a látogatók megismerkedhetnek az oktatók, hallgatók sikereivel, eredményeivel. Az érintőképernyők, makettek, a különleges dekorációs és látványelemek, a foglalkoztató faház „Az erdő és a fa csodálatos világának felfedezésé”-re invitálnak. Egyedülálló élményt kínál az egyetem selmecbányai örökségét képező, több mint 300 kivételes értékű preparátumegyedből álló, Gerinces Állattani Gyűjteménye. A modern technikával felszerelt konferencia és oktatótermek a szakmai előadások és fórumok kedvelt helyszínei. A folyamatosan megújuló ismeretanyagok a visszatérő vendégek számára is új élményeket kínálnak.

### Botanikus kert

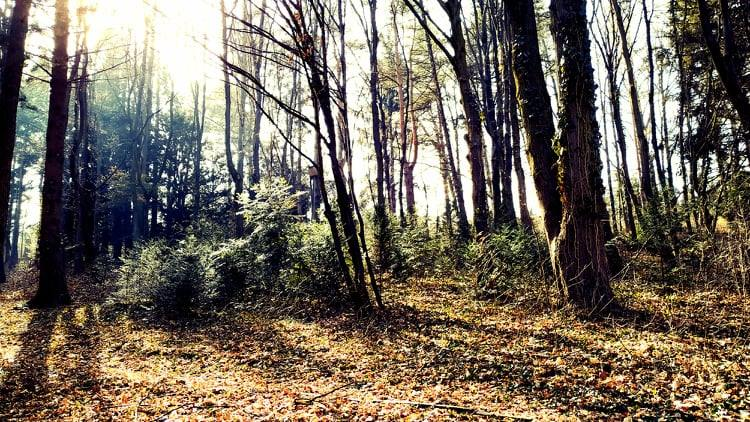
Botanikus kert télen

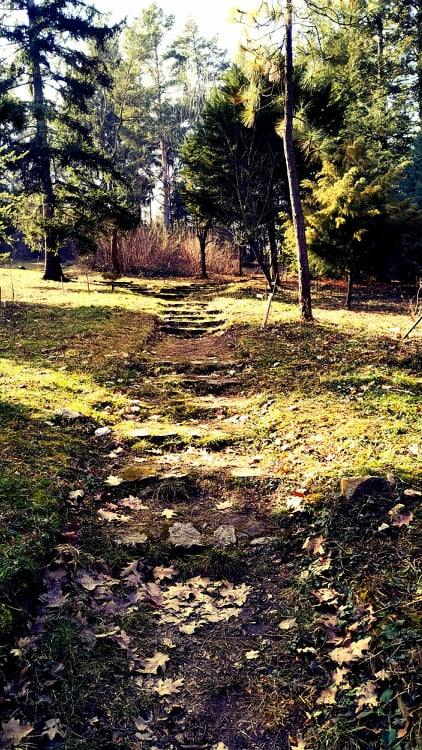
Kijelölt ösvények a Botanikus kertben

A Soproni Egyetem  botanikus kertje  közel 100 éves, több mint 4000 növényfajnak ad otthont. Nem hagyományos botanikus kert, létrejötte az erdészeti felsőoktatásnak köszönhető. Segíteni, kiegészíteni hivatott az itt tanuló hallgatók oktatását, ezért nagyrészt fás szárú növények gyűjteménye. Sopron  klímájának köszönhetően mely kiegyensúlyozottabb, mint Magyarország többi részén – kertben olyan örökzöldek élnek és virulnak, melyek máshol az országban az éghajlati adottságok miatt nem maradnak meg. Ilyen például a szibériai vörösfenyő (Larix sibirica), valamint itt található az ország legmagasabb, legnagyobb tengerparti mamutfenyője (Sequoia sempervirens). A gyűjtemény nagy értéke abban rejlik, hogy növényeinek zöme eredeti termőhelyről származik, ezáltal értékes génáIIománnyal rendelkezik. Kiemelkedő értékű fenyők a teljesség igénye nélkül: Abies homolepis, Abies holopylla, Pinus ayacahuite, Pinus coulteri, Pinus parviflora, Sequoia giganteum, Metasequoia glyptostroboides, Torreya nucifera, stb. Látványos része a kelet-ázsiai és észak-amerikai növények parcellái. A kertben 134 védett növény lelt otthonra, az erdei ciklámen (Cyclamen  purpurascens), a madársisak (Cephalanthera damasonium), a kárpáti sáfrány (Crocus heuffelianus) virágzásuk idején üde színfoltként vannak jelen. A felső kerti tó a magyarországi mocsári növényvilágot mutatja be. A csodaszép és közismert fehér tavirózsa ( Nympaea alba) mellett számos védett és kevésbé ismert növény is megtalálható, mint például  a vidrafű (Menianthes trifoliata), az orvosi kálmos (Acorus calamus), a sulyom (Trapa natans). A kétszárnyú  üvegházban egész évben kaktusz -, valamint mediterrán növények gyűjteményében gyönyörködhetünk. Az egyetem növényélettani, növénybiológiai kísérletei is itt folynak. A kert gazdag madárfaunával rendelkezik, több mint 130 madárfaj él itt, melyből 13 védett. A kihelyezett több száz  madárodút, etetőt, itatót figyelve követni lehet a madarak életét. A kertben számtalan műalkotás nyert elhelyezést, melyek az elmúlt 100 év történelmét idézik. Az "Őrtüzek" emlékműve az Ágfalvi Csaták hőseinek állít mementót; az "56-os emlékmű" az 1956-os forradalom  jelentőségére és a főiskolások szerepére hívja fel a figyelmet. A tanárok portréi mellett a bányász és kohász szobrocskák a jogelőd Bányamérnöki és  Erdőmérnöki Főiskola testvérszakjainak állítanak emléket.

### Erdészeti-, Faipari- és Földméréstörténeti Gyűjtemény (Soproni Erdészeti Múzeum)
Az Erdészeti és Faipari Egyetem 1982-ben kapta meg a kulturális tárcától az Erdészeti-, Faipari- és Földméréstörténeti Gyűjtemény működési engedélyét. A belváros szívében található Esterházy-palotába költöző tárlat anyagát a tanszékeken fellelhető selmeci gyűjtemények egy része képezte, kiegészítve a saját gyűjtésből származó anyaggal. Az intézmény első állandó kiállítása az erdészeti felsőoktatás 175 éves jubileumán, 1983. augusztus 27-én nyílt meg. Három évvel később a kiállítást az Esterházy-palotában folyó munkálatok miatt lebontották, és egy részét ideiglenes helyszínen állították fel. A kiemelt műemléki épület felújítása után a 150 négyzetméteren kialakított új, állandó kiállítást 1993-ben adták át a közönségnek. A Múzeum tevékenységét a kulturális tárca 1999-ben, az Év Múzeuma rendezvényen Elismerő Oklevéllel jutalmazta.

## Erdészeti Tudományos Intézet (ERTI)
Az 1898 óta fennálló intézményesített magyar erdészeti kutatás otthona ma a NAIK Erdészeti Tudományos Intézet. A kutatásokkal, melyek számos diszciplínát érintenek (ökológia, erdőművelés, erdészeti nemesítés, erdővédelem, ültetvényszerű fatermesztés, ökonómia) arra a kérdésre keresik a választ, hogy miként lehet az erdőkkel fenntartható módon gazdálkodni. Az Erdészeti Tudományos Intézet 2021. február 1-től kivált a megszűnő Nemzeti Agrárkutatási és Innovációs Központból, és a Soproni Egyetemhez csatlakozott. Az átalakulás célja a fenntarthatóságot előtérbe helyező zöld egyetem keretein belül az egységes oktató-kutató bázis létrehozása. Az integráció eredményeként öt kutatóállomással – Sárvár, Budapest, Mátrafüred, Püspökladány és Sopron – valamint három arborétummal – Sárvár, Kámon (Szombathely) és Püspökladány – bővül a megújuló felsőoktatási intézmény.

## Tanulmányi Erdőgazdaság Zrt. (TAEG)
Az I. világháború után Sopronba
1. Sopronba költözött Bányamérnöki és Erdőmérnöki Főiskola erdőmérnöki karának a gyakorlati oktatáshoz szüksége volt tanulmányi erdőterületre. A választás a Sopron város tulajdonában lévő úgynevezett „hegyvidéki” erdőre esett, amelyből 3425 kh-t (1270 ha) hasítottak ki erre a célra. Főbb tevékenységek, melyeket a Tanulmányi Erdőgazdaság végez: csemetetermesztés, erdőgazdálkodás, vadgazdálkodás, tűzifa, fafeldolgozás, Lignova készházak. A gyakorlati oktatás és a kutatás támogatása az alapítás óta eltelt közel hét évtized után is kiemelt tevékenységek közé tartozik. Az erdőgazdaság adottságai a tanulmányi feladatok ellátására kiválóak. A kezelésében lévő 17 ezer hektár erdőterület az ország erdőállományait – az ártéri erdők kivételével – maradéktalanul reprezentálja, vadászterületei oktatási-kutatási különleges rendeltetésűek. Összhangban a felsőoktatás igényeivel – az erdőgazdaság a Soproni Egyetem érintett karaival és gyakorló iskolájával a gyakorlati oktatást új alapokra helyezte. Ennek lényege, hogy a hagyományos bemutató jellegű gyakorlati oktatást egyre inkább felváltja a hallgatók  termelő, irányító munkában való aktív részvétele.